# Ontologie (Informatik)
Ontologien im Datenmanagement sind meist sprachlich gefasste und formal geordnete Darstellungen einer Menge von Begriffen und der zwischen ihnen bestehenden Beziehungen in einem bestimmten Gegenstandsbereich (in Anlehnung an den klassischen Begriff der Ontologie). Sie werden dazu genutzt, „Wissen“ in digitalisierter und formaler Form zwischen Prozessen (oft Anwendungsprogrammen) und Diensten auszutauschen. Wissen umfasst dabei sowohl Allgemeinwissen als auch Wissen über sehr spezielle Themengebiete und Vorgänge.
Ontologien enthalten Inferenz- und Integritätsregeln, also Regeln zu Schlussfolgerungen und zur Gewährleistung ihrer Gültigkeit. Ontologien haben mit der Idee des semantischen Webs einen Aufschwung erfahren und sind damit Teil der Wissensrepräsentation im Teilgebiet Künstliche Intelligenz. Im Unterschied zu einer Taxonomie, die nur eine hierarchische Untergliederung bildet, stellt eine Ontologie ein Netzwerk von Informationen mit logischen Relationen dar.
In Veröffentlichungen wird meist von einer „expliziten formalen Spezifikation einer Konzeptualisierung“ (Begriffsbildung) gesprochen. Da Ontologien über eine hohe semantische Ausdrucksstärke verfügen, sind sie geeignet, auch komplexe Datenmodelle oder Wissensrepräsentationen darzustellen. Damit kann auch in kollaborativen Projekten der Konsens einer großen Anzahl von Partnern mit Hilfe einer Ontologie formalisiert werden.

## Zweck
Ontologien dienen als Mittel der Strukturierung und zum Datenaustausch, um
- bereits bestehende Wissensbestände zusammenzufügen,
- in bestehenden Wissensbeständen zu suchen und diese zu editieren und
- aus Typen von Wissensbeständen neue Instanzen zu generieren.

Die meisten bekannten Anwendungen kennen keine individuellen Instanzen und beschränken sich auf wissenschaftliche Zwecke zur Systematisierung der Nutzung von Begriffsräumen. Ontologien sind bekannt für genetische Daten in der Bioinformatik oder räumliche Information in der Geosemantik.
Neue Anwendungen sind zu erwarten, wenn die Ontologien als Typen zur Instantiierung von individuellen Informationskonzepten verwendet werden, beispielsweise in der Humanmedizin für die fallspezifische medizinische Dokumentation, die Patientenakte. Bereits entwickelte Anwendungen in der Humanmedizin stellen bisher keine Verbindung zwischen bekannten Klassifikationssystemen der klinischen Praxis her. Stattdessen binden sie bislang lediglich an einzelne Klassifikationen für wissenschaftliche Arbeit an.
Experimente zur gewinnbringenden Nutzung von Ontologien in betriebswirtschaftlicher Anwendungssoftware wurden von SAP veröffentlicht.
In der Brückenfunktion zwischen verschiedenen Klassifikationen und zu benachbarten Begriffswelten liegt die Stärke ontologischer Konzepte: Sie erlauben das Ablösen der konzeptionellen Arbeit von festen Textvorlagen und Textbausteinen und den Übergang zu wechselnden Zusammenstellungen halbfertig formulierter Texte zum Abfassen individueller Texte.

## Aufbau und Typen
Analog zu einer Datenbank, in der Struktur (Datenbankschema) und Inhalt (Daten) ein Ganzes bilden, gehören auch bei einer Ontologie die Regeln und die Begriffe zusammen. Klassische Datenbanken bieten meist keine ausreichenden Informationen über die Bedeutung der gespeicherten Daten. Anwendern von Computern ist oft nicht bewusst, dass Daten über nicht unmittelbar erkennbare Metadaten verfügen und dass diese unter Umständen einen größeren Nutzen haben als die Daten selbst. Ontologien sollen weitergehende Beschreibungen der Daten sowie der Regeln über deren Zusammenhang liefern. Diese Beschreibungen erlauben es, weitere Rückschlüsse aus den vorhandenen Daten zu ziehen, Widersprüche in den Daten zu erkennen und fehlendes Wissen zu ergänzen. Diese Rückschlüsse werden durch Inferenz abgeleitet, also durch logisches Folgern.
Unter „Ontology learning“ (vielleicht mit „ontologisches Lernen“ zu übersetzen) kann der Prozess beschrieben werden, bei dem eine Ontologie durch automatische Verfahren weiteres Wissen akquiriert. In diesem Prozess wird Wissen durch einen automatisierten Prozess erzeugt, während Ontologien sonst durch Eingaben menschlicher Experten Wissen hinzugewinnen.
Von der Möglichkeit von Relationen über Relationen (in RDF als Reifikation bezeichnet) und Regeln wird unter anderem aufgrund ihrer Komplexität in der Praxis relativ selten Gebrauch gemacht, obwohl gerade diese Merkmale Ontologien von anderen Begriffssystemen unterscheiden.

### Bestandteile
Im Folgenden werden die Bestandteile am Beispiele der Ontologie „Landkarte“ beschrieben:
- Begriffe, Klassen (im Englischen: concepts, oft mit dem falschen Freund „Konzepte“ übersetzt): Die Beschreibung gemeinsamer Eigenschaften wird als Begriff definiert (z. B. „Stadt“ oder „Land“). Begriffe werden auch Klassen genannt. Diese können in einer Hierarchie mit Über- und Unterklasse angeordnet werden.
- Typen: Typen repräsentieren Objekttypen in der Ontologie und stellen die zur Verfügung stehenden Typen in Klassen dar. Diese werden anhand vorher definierter Begriffe erzeugt und als Types bezeichnet (z. B. Stadt als Typ des Begriffs topologisches Element der Klasse Punkte oder Fluss als Typ des Begriffs topologisches Element der Klasse Linien)
- Instanzen: Instanzen repräsentieren Objekte in der Ontologie. Sie werden anhand vorher definierter Begriffe erzeugt und auch als Individuals bezeichnet (z. B. München als Instanz des Begriffs topologischer Ort vom Typ Stadt oder Deutschland als Instanz des Begriffs topologischer Ort vom Typ Land).
- Relationen: Relationen werden verwendet, um zu beschreiben, welche Beziehungen zwischen den Instanzen bestehen (z. B. Stadt München liegt in Land Deutschland) und auch als Eigenschaften bezeichnet.
- Vererbung: Es ist möglich, Relationen und Eigenschaften der Begriffe zu vererben. Dabei werden alle Eigenschaften an das erbende Element weitergegeben. Mehrfachvererbung bei Begriffen ist grundsätzlich möglich. Durch den Einsatz von Transitivität können Instanzen in einer Bottom-Up-Hierarchie aufgebaut werden. Dabei spricht man von Delegation (z. B. ist Berlin die Hauptstadt von Deutschland und München die Hauptstadt von Bayern).
- Axiome: Axiome sind Aussagen innerhalb der Ontologie, die immer wahr sind. Diese werden normalerweise dazu verwendet, Wissen zu repräsentieren, das nicht aus anderen Begriffen abgeleitet werden kann (z. B. „Zwischen Amerika und Europa existiert keine Zugverbindung.“).

### Ontologietypen
Grundsätzlich unterteilt man Ontologien in zwei Typen:
- Lightweight-Ontologien beinhalten Begriffe, Taxonomien und Beziehungen zwischen Begriffen und Eigenschaften, welche diese beschreiben. Daher sind Lightweight-Ontologien typischerweise für eine bestimmte Anwendungsdomäne entworfen.
- Heavyweight-Ontologien sind eine Erweiterung von Lightweight-Ontologien und fügen diesen Axiome und Einschränkungen hinzu, wodurch die beabsichtigte Bedeutung einzelner Aussagen innerhalb der Ontologie klarer wird. Eine besondere Form von Heavyweight-Ontologien sind Kernontologien. Diese stellen eine präzise Definition strukturierten Wissens in einem bestimmten Bereich dar, der sich über mehrere Anwendungsdomänen hin erstreckt. Kernontologien sollten dabei auf Basisontologien aufsetzen, um von deren Formalisierung und starker Axiomatisierung zu profitieren. Dazu werden in Kernontologien neue Konzepte und Relationen für den betrachteten Anwendungsbereich hinzugefügt und von den Basisontologien spezialisiert.

## Erstellung
Eine Ontologie ist abhängig davon, von wem sie eingesetzt wird. Beispielsweise kann es bei einer Ontologie über Weine für ein Restaurant wichtig sein, auch passende Speisen zu den Weinen in der Ontologie aufzunehmen. Ist der Benutzer dagegen ein Weinabfüller, dürfte der Bereich der Speisen völlig uninteressant sein. Dagegen ist es für den Abfüller wichtig, welche verschiedenen Kork- und Flaschensorten existieren.
Zur Erstellung und Erweiterung von Ontologien wurden verschiedene formalisierte Prozessabläufe vorgeschlagen. Die Verfahren nach Holsapple und Joshi, nach Gómez-Pérez oder Uschold widmen sich verstärkt der Zusammenarbeit von Experten des Wissensgebietes der Ontologie und Informatikern oder allgemeiner Formalisten. Automatisch unterstützende Verfahren haben entweder das Ziel, eine vollständige Konstruktion der Ontologie vorzunehmen (wie etwa das Verfahren von Alexander Mädche) oder bestehende Ontologien durch Begriffsvorschläge zu erweitern (beispielsweise das Verfahren von Faatz und Steinmetz). Bei der Erstellung von Ontologien kann auch die Verschmelzung bestehender Ontologien von Interesse sein. Hierzu gibt es ein formales Verfahren nach Stumme und Mädche. Im Projekt „Ontoverse“ wird der Ansatz verfolgt, eine Ontologie kollaborativ aufzubauen und als Wiki zu realisieren.

### Beispiel-Ontologie

Beispielontologie

Die nebenstehende Abbildung zeigt das Funktionsprinzip einer Ontologie. Die obere Ebene zeigt die Ontologie, die Begriffe und Relationen enthält. Begriffe werden durch Ellipsen dargestellt und Relationen durch Pfeile. Die Rechtecke stellen einfache Container für Informationen dar. Die Relationen verbinden zwei Begriffe miteinander und schränken diese gleichzeitig ein, beispielsweise
wird ein Kunstwerk von einem Künstler erzeugt.
Begriffe können zur Vererbung herangezogen werden. Aus diesem Grund besitzen die Maler und Bildhauer ebenfalls die Relationen Name und Vorname. Der dicke Pfeil kennzeichnet die Vererbung. Die beiden Relationen schlägt und malt sowie gemaltVon und geschlagenVon sind vererbte Relationen von erzeugt und hergestelltVon. Die ursprünglichen Relationseigenschaften bleiben dabei erhalten, können jedoch erweitert werden.
Die Relationen malt und gemaltVon besitzen inverse Beziehungen zueinander, wodurch weitere Logik in die Ontologie integriert wird, die es ermöglicht, dass von einem Maler auf seine Kunstwerke und umgekehrt von einem Bild auf seinen Maler geschlossen werden kann.
Die untere Ebene der Abbildung zeigt Instanzen der Ontologie. Diese werden durch einen blauen Punkt dargestellt. Das Kürzel (I1) steht dabei für den eindeutigen Ressourcennamen der Instanz. Im Semantischen Web wird ein URI zur Kennzeichnung verwendet. Eine Besonderheit besitzt die Instanz des Malers Raffaello Santi. Dieser verwendet bereits existierende Instanzen, nämlich I3 vom Typ Ölzeichnung und I6 vom Typ Galleria dell’Accademia.

### Ontologie-Editoren
Verschiedene Software-Werkzeuge unterstützen die Konstruktion von Ontologien in diversen Ontologie-Sprachen.

### Ontologiesprachen
Formale Sprachen zur Beschreibung von Ontologien sind unter anderem das RDF-Schema, DAML+OIL, F-Logic, die vom World Wide Web Consortium für das semantische Web propagierte Web Ontology Language (OWL), die Web Service Modeling Language (WSML) und die unter ISO/IEC 13250:2000 normierten Topic Maps. Auch das Knowledge Interchange Format (KIF) wird gelegentlich benutzt.

## Geschichte
Ursprünglich ist Ontologie als Lehre vom Seienden eine philosophische Disziplin und Teil der Metaphysik.
Als Vorläufer einer expliziten Formalisierung des Ontologiebegriffs sind Charles S. Peirce und Edmund Husserl zu nennen. Eine formale Sicht auf die philosophische Ontologie hatte auch Alonzo Church 1958 sowie Willard Van Orman Quine. Quine hat einen Ontologiebegriff vorgetragen, der mit der Tradition der klassischen Auffassung des Ontologiebegriffs in der Philosophie brach. Nach Quine meint „Sein“: Wert einer gebundenen Variable zu sein. In Unterwegs zur Wahrheit findet sich die These: „Empirisch von Belang sind an einer Ontologie ausschließlich die besagten neutralen Knoten, die sie zur Struktur der Theorie beiträgt.“
Im Bereich der künstlichen Intelligenz wurde der Begriff „Ontologie“ ab Anfang der 1990er Jahre durch einen Artikel von Neches et al. und nachfolgende Publikationen populär.
Von da an hat sich der Begriff „Ontologie“ als explizite Formalisierung ausgebreitet, wurde in der Künstliche-Intelligenz-Forschung verwendet und von der Bioinformatik und weiteren Fächern aufgegriffen.
1999 stellte Tim Berners-Lee im Buch Weaving the Web seine Vision des Semantic Web vor. Vielmals zitiert ist in diesem Zusammenhang auch der Artikel The Semantic Web von Berners-Lee u. a. aus dem Jahre 2001, in dem er auch die Verwendung von Ontologien im Zusammenhang mit dem Semantic Web beschreibt.

### Grundlegendes zu Ontologie
- What is an Ontology? „An ontology is a specification of a conceptualization.“ (Tom Gruber)
- Ontology by Tom Gruber
- Lexikoneintrag zu Ontologie auf der Web-Site der Deutschen Gesellschaft für Informatik
- Buffalo Ontology Site
- Barry Smith’s Ontology Page (Barry Smith)
- National Center for Ontological Research
- Institute for Formal Ontology and Medical Information Science
- Videoaufzeichnung einer Vorlesung von Harald Sack über Ontologien am Hasso-Plattner-Institut. Die zugehörigen Folien kann man bei slideshare.net herunterladen.

### Biomedizinische Ontologie
- Research Group: Ontologies in Medicine IMISE, Universität Leipzig
- Ontologies at the MPI for Evolutionary Anthropology
- Gene Ontology Consortium
- Gene Ontology Database
- Ontologiesammlung der Enzymdatenbank BRENDA
- National Center for Biomedical Ontology

### Anwendungen
- Semantic MediaWiki (eine MediaWiki-Erweiterung für das Semantische Web)
- KAON2 OWL-DL und ‚DL-safe rules‘ Inferenzmaschine
- OntoStudio (Grafischer Ontologie-Editor, Unterstützung für RDF(S), OWL und F-Logic, grafischer Regeleditor, Download bei semafora systems) (deutsch/englisch)
- protégé – Grafischer Ontology-Editor (Open Source)
- CIDOC Conceptual Reference Model – Ontologie für Begriffe und Informationen im Bereich des Kulturerbes (englisch)
- Jena – A Semantic Web Framework for Java (englisch)
- WebODE – Ontologie-Entwicklungswerkzeug (englisch)